# Черней Іван Миколайович
Черней Іван Миколайович (* 11 червня 1942, с. Драчинці Кіцманського району Чернівецької області) — український оперний співак (бас). Заслужений артист України (1996).

## Біографія
Народився 11 червня 1942 року у с. Драчинці Кіцмакнського району. Закінчив Чернівецьке музичне училище (1968) та Київську консерваторію (1973). У 1971—1973 рр. — стажист, з 1973 р. — соліст Київського театру опери та балету (тепер — Національна опера України імені Тараса Шевченка).

## Творча діяльність
В його репертуарі партії: Виборний («Наталка Полтавка» М. Лисенка), Захар Беркут («Золотий обруч» Б. Лятошинського), Невідомий («Аскольдова могила» О. Верстовського), Кочубей («Мазепа» П. Чайковського), Досифей. Пімен («Хованщина», «Борис Годунов» М. Мусоргського), Галицький («Князь Ігор» О. Бородіна), Генріх Птахолов («Лоенгрін» Р. Вагнера, Гремін («Євгеній Онєгін» П. Чайковського).